# 生態人類學
生態人類學（Ecological anthropology）是人類學的一個次領域，探討在各個時間空間之中，人類以及其文化與自然環境的關係。它探究一個人群塑造其環境的方式，以及這些關係在往後構成這個人群的社會、經濟和政治生活的方式。生態人類學將一種體系研究取向，運用於對文化和環境之間相互關係的研究。當代生態人類學的核心在「對於從個人與環境共生的概念出發，所進行的瞭解」，以及自然與文化之間的相互關係。
在1960年代，生態人類學首次出現，這是對文化生態學的回應，文化生態學是人類學的一個分支，以朱利安·史都華(Julian Steward)為首。史都華側重於探討各種不同的生計模式，做為能量轉移的方法，然後分析它們如何決定文化的其他面向，文化成為分析單位。第一批生態人類學家探討做為一個生態群體的人類，應該是分析單位，而且文化成為這個群體改變與適應環境的手段。生態人類學的特色在於系統理論、功能論主義與負面反饋分析。
從一開始，諸多學者批評這個學科過度注重靜態平衡而忽略變遷，這在於它使用循環論證而且將系統過度簡化。 現在的一項評論是，生態人類學的最初版本是依靠文化相對主義為其準則 。但當今世界上，只有極少數文化的隔離程度，足以達到生活在一個真正的文化相對狀態。相反地，文化正在受到媒體、政府、非政府組織、商業等等的影響與改變。回應這種狀況，這個學科正朝著應用生態人類學，政治生態學與環境人類學等方向轉變。  
拉巴布(Roy Rappaport)是這個人類學分支領域居於領導地位的人物之一。他出版許多傑出作品，探討文化和自然環境之間的關係，生態人類學在其中逐漸成長，特別是關於儀式在文化與自然環境之間的過程關係。他大部分的田野調查(即使並非全部)是在馬林人(Maring)的人群中完成，他們居住在巴布亞紐幾內亞高地區域。

## 外部連結
- McGrath, Stacy (n.d) "Ecological Anthropology", M.D Murphy (Ed) Anthropological Theories. Department of Anthropology, University of Alabama webpage （页面存档备份，存于） Accessed 8 August 2009
- Online Journal of Ecological Anthropology, University of South FloridaAccessed 9 August 2009
- Open Access Journal entitled "Ecological and Environmental Anthropology"Accessed 9 August 2009
- New Direction in Ecology and Ecological Anthropology.  Vayda and McCay. 1975. Annual Review of Anthropology 4, 293-306.

## 引用
1. ↑   Salzman and Attwood 1996:169
2. ↑  Ellen 1982; Hardesty 1997; McGee 1996
3. ↑  Ingold 1992:40
4. ↑   Harvey 1996
5. 1 2  Kottak 1999
6. ↑  Vayda and McCay 1975